# Новоактюбінськ
Новоактю́бінськ (рос. Новоактюбинск) — село у складі Гайського міського округу Оренбурзької області, Росія.

## Населення
Населення — 54 особи (2010; 113 у 2002).
Національний склад (станом на 2002 рік):
- росіяни — 94 %